# William Agada
William Agada (Lagos, 17 settembre 1999) è un calciatore nigeriano, attaccante dal Real Salt Lake.

## Carriera
Nato in Nigeria, è cresciuto nel settore giovanile del Maccabi Tel Aviv. Nel 2018 ha firmato il suo primo contratto da professionista con l'Hapoel Katamon Gerusalemme. Dopo due stagioni disputate in Liga Leumit, la seconda divisione israeliana, nel 2020 è passato in prestito stagionale all'Hapoel Haifa, con cui ha esordito in Ligat ha'Al, la massima serie israeliana. Al termine del prestito è rientrato all'Hapoel Gerusalemme, nuova denominazione dell'Hapoel Katamon, nel frattempo promosso in massima serie.
Il 23 giugno 2022 viene acquistato dallo Sporting Kansas City.

## Statistiche

### Presenze e reti nei club
Statistiche aggiornate al 7 luglio 2022.
| Stagione                 | Squadra                  | Campionato               | Campionato | Campionato | Coppe nazionali | Coppe nazionali | Coppe nazionali | Coppe continentali | Coppe continentali | Coppe continentali | Altre coppe | Altre coppe | Altre coppe | Totale | Totale |
| Stagione                 | Squadra                  | Comp                     | Pres       | Reti       | Comp            | Pres            | Reti            | Comp               | Pres               | Reti               | Comp        | Pres        | Reti        | Pres   | Reti   |
| ------------------------ | ------------------------ | ------------------------ | ---------- | ---------- | --------------- | --------------- | --------------- | ------------------ | ------------------ | ------------------ | ----------- | ----------- | ----------- | ------ | ------ |
| 2018-2019                | Hapoel Katamon G.        | LL                       | 30         | 8          | CI              | 1               | 0               |                    | -                  | -                  |             | -           | -           | 31     | 8      |
| 2019-2020                | Hapoel Katamon G.        | LL                       | 36         | 15         | CI              | 1               | 0               |                    | -                  | -                  |             | -           | -           | 37     | 15     |
| Totale Hapoel Katamon G. | Totale Hapoel Katamon G. | Totale Hapoel Katamon G. | 66         | 23         |                 | 2               | 0               |                    | -                  | -                  |             | -           | -           | 68     | 23     |
| 2020-2021                | Hapoel Haifa             | LhA                      | 18+7       | 4+2        | CI+TC           | 1+4             | 0+2             |                    | -                  | -                  |             | -           | -           | 30     | 8      |
| 2021-2022                | Hapoel Gerusalemme       | LhA                      | 24+7       | 5+3        | CI+TC           | 1+5             | 0+2             |                    | -                  | -                  |             | -           | -           | 37     | 10     |
| lug.-dic. 2022           | Sporting K.C.            | MLS                      | 0          | 0          | USOC            | 0               | 0               |                    | -                  | -                  |             | -           | -           | 0      | 0      |
| Totale carriera          | Totale carriera          | Totale carriera          | 122        | 37         |                 | 13              | 4               |                    | -                  | -                  |             | -           | -           | 135    | 41     |